# Nuraghe Genna Maria
Le nuraghe Genna Maria est un nuraghe situé dans la municipalité de Villanovaforru, dans la province de Sardaigne du Sud, en Italie, qui fait partie Il est inclus dans les 31 sites sardes candidats pour entrer dans la liste du patrimoine mondial de l'UNESCO,.

## Situation
Le nuraghe Genna Maria est situé au sommet d'une colline de la région de la Marmilla, .

## Description
La structure, construite au milieu de l'Âge du bronze, est complexe. Elle est formée d'une tour centrale à laquelle ont été ajoutées quatre autres tours et un bastion. L'une des quatre tours a ensuite été sacrifiée au cours d'une modification, qui est aussi probablement à l'origine de l'édification du mur externe de forme hexagonale.
Au premier Âge du fer, un nouveau village s'est développé sur le site.

Nuraghe Genna Maria
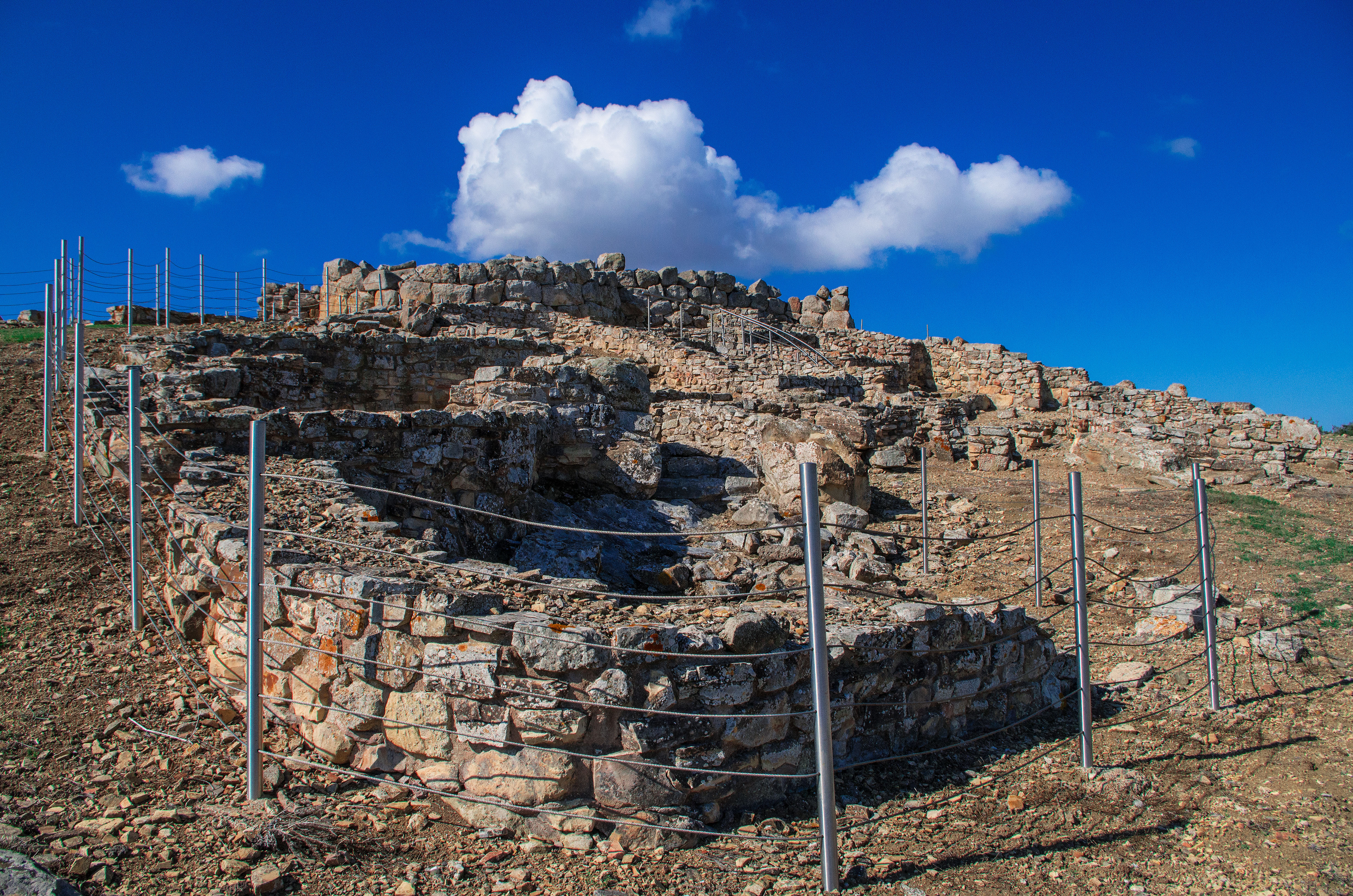
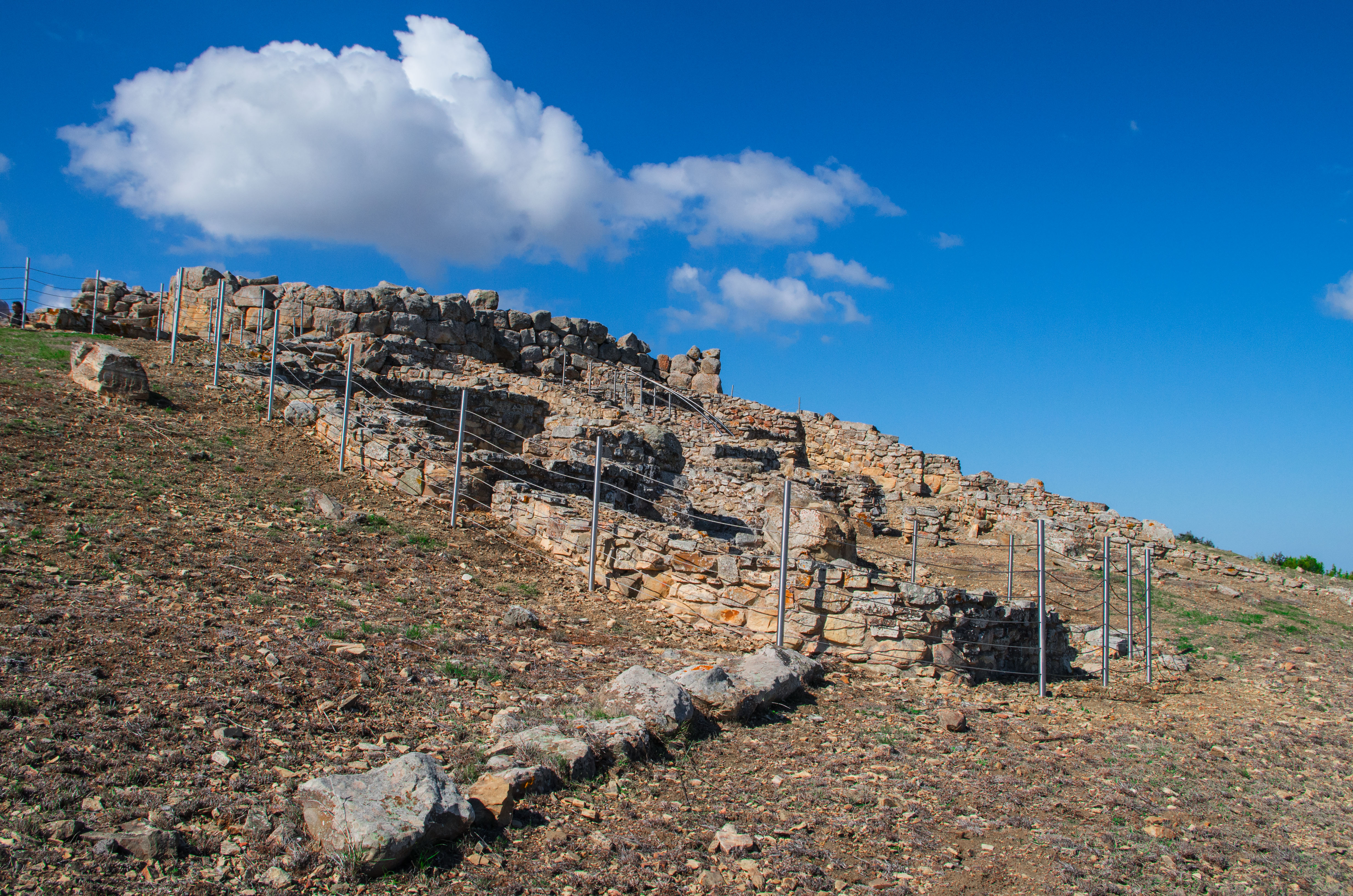
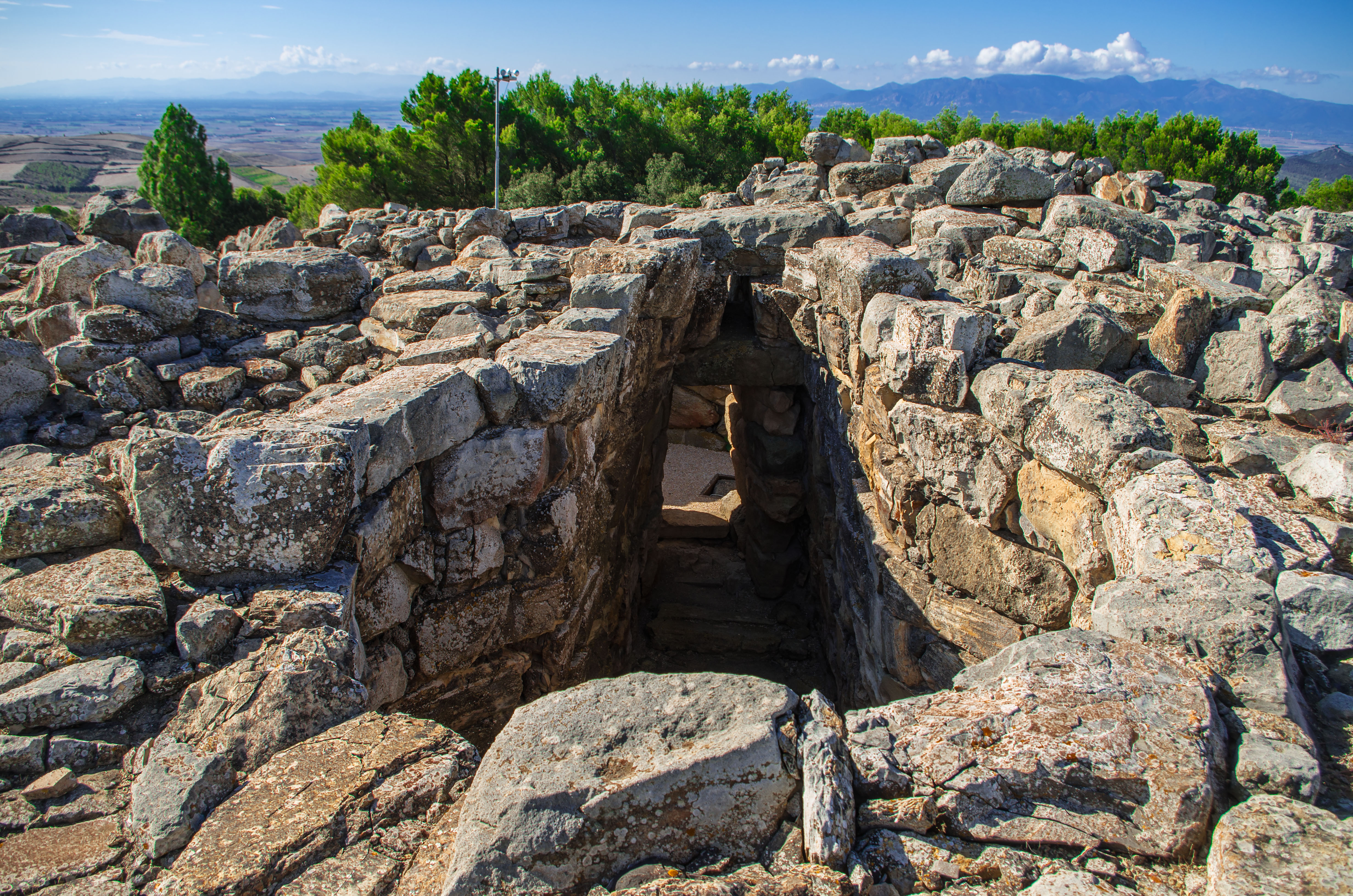
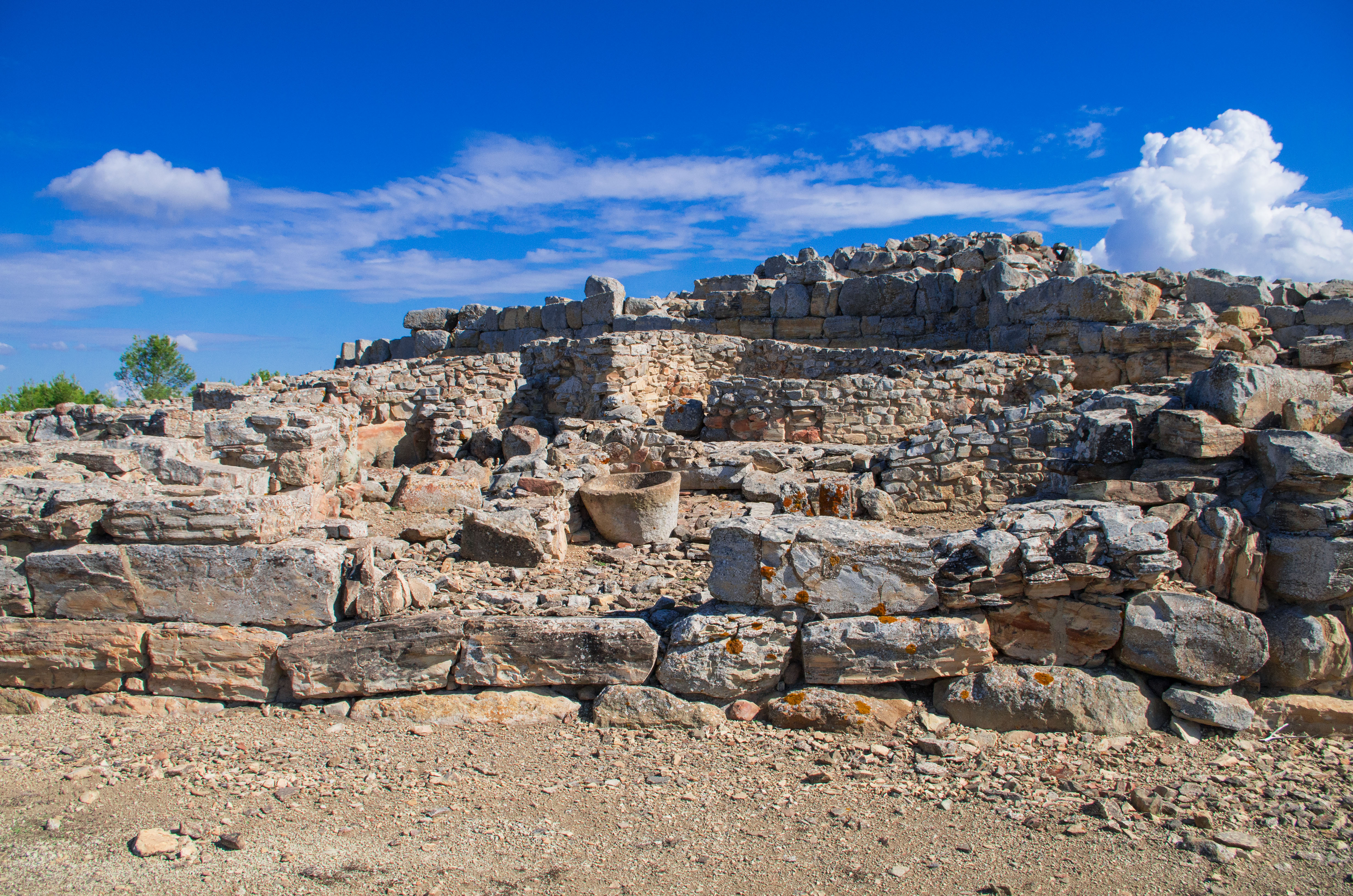

## Musée
Lors des fouilles du nuraghe, qui ont commencé en 1977 et ont duré 30 ans, de précieuses découvertes ont été faites sur la dernière période nuragique. Des céramiques, des meules, des pintaderas et des pithoi pour céréales et légumineuses, ainsi que d'autres restes végétaux, ont été découverts et étudiés par le Département de génétique de l'Université de Cagliari. Les artéfacts mis-au-jour sont exposés dans un musée nommé d'après le nom du site, Museo Archeologica Genna Maria, localisé au centre de Villanovaforru.